# 剑旗鱼
劍旗魚（學名：Xiphias gladius）又名劍魚（英語：swordfish），是輻鰭魚綱旗鱼目的一種大型的掠食性魚類，為劍旗魚科劍旗魚屬的唯一一個物種。

## 分布
此魚廣泛分佈於太平洋，大西洋及印度洋熱帶及溫帶海域。

## 深度
水深0-650公尺。

## 特徵
劍魚體型與旗魚相似，但吻部為平扁的劍狀突出，且顯著延長。齒僅見於幼魚，成長後完全消失。成魚無鱗，僅胸部以下面有粗糙之感。側線不發達，尾柄兩側各有1個堅強的突起稜脊。背鰭2枚，第一背鰭基底甚短，呈三角形，佔體軀前部1/3，第二背鰭短小，偏魚體之後端。臀鰭2枚，以第一臀鰭較發達。尾鰭深分叉。全長可超過5公尺，體重可達500公斤。

## 生態
劍魚以烏賊和魚類為食。雖然體型龐大，但其游速可達每小時100公里，是海中游速最高的魚類之一，每年8-9月產卵，性情兇猛，常以其吻攻擊大型水生生物，如鯨魚。

## 經濟利用
為食用魚，肉白略帶淡紅色，肉質柔軟脂肪多，是做生魚片的好材料，亦可做成旗魚羹、魚丸等物品，也是著名的遊釣魚。在西方國家比較常切成劍魚扒，往往炙烤烹調。不過要小心體內甲基汞的累積問題，不宜長期食用。

## 相关

### 流行文化
星际牛仔中，史派克·史比格的座驾“劍魚II（Swordfish II）”号的名称来源于劍魚。